# Gary Manly
Gary Manly (ur. 26 grudnia 1951) – australijski judoka.
Uczestnik mistrzostw świata w 1973. Zdobył trzy medale mistrzostw Oceanii w latach 1973 - 1977. Mistrz Australii w 1978 roku.